# Маріус Рапаліс
Маріус Рапаліс (лит. Marius Rapalis; нар. 22 березня 1983, Тельшяй, Литовська РСР) — литовський футболіст, воротар.

## Клубна кар'єра
Вихованець футбольної школи з міста Кретинга. Перший тренер — Гедемінас Петраускас.
Виступав за вільнюські клуби «Полонія» та «Жальгіріс». У серпні 2008 року перейшов як вільний агент у сімферопольську «Таврію», підписавши однорічний контракт. 15 серпня 2008 року дебютував за «Таврію» в молодіжній першості проти київського «Арсеналу» (1:3), в цьому матчі Рапаліс отримав травму — перелом щелепи. В основному складі «Таврії» Маріус так і не зіграв. Влітку 2009 року залишив клуб у статусі вільного агента. Він міг перейти в азербайджанський «Стандард», але повернувся на батьківщину в клуб «Ветра». 2010 рік провів у маріямпольській «Судуві», але в середині літа того ж року переїхав у «Шяуляй», в якому відіграв до завершення сезону. У січні 2011 року повернувся у вільнюський «Жальгіріс». 2011 року фанати клубу визнали Маріуса Рапаліса найкращим гравцем сезону .
У березня 2013 підписав контракт з гродненським «Німаном». У гродненському клубі став другим воротарем після Сергія Черніка, в сезоні 2013 року двічі з'явився в стартовому складі в матчах Кубка Білорусі, а в самому кінці сезону провів два матчі в чемпіонаті після того, як Чернік отримав травму.
У грудня 2013 року продовжив контракт з «Німаном». Вперше за гродненський клуб зіграв в матчі 1/16 Кубка Білорусі в гостях проти «Ведрича-97» з Річиці 27 липня 2013 року. «Німан» переграв суперника з рахунком 3:0, а голкіпер провів весь матч і зберіг ворота в недоторканності. У Вищій Лізі чемпіонату Білорусі дебютував у складі «Німану» в домашньому матчі проти жодінского «Торпедо-БелАЗа» 24 листопада 2013 року, в якому «жовто-зелені» перемогли з рахунком 3:0. На 59-й хвилині замінив травмованого Сергія Черніка. Сезон 2014 року провів як другий воротар після Олександра Сулими, але пізніше через невдалу гру останнього зайняв місце основного воротаря «Німана».
Після завершення сезону 2014 року покинув «Німан» через фінансові проблеми у клубі і в грудні 2014 року підписав контракт з литовським клубом «Тракай». У 2016 році протягом 7-ми матчів поспіль не пропустив жодного м'яча. З урахуванням поєдинків Кубку Литви протягом 877 хвилин зберігав свої ворота «сухими». У серпні 2016 року став гравцем юрмальського «Спартакса», де як другий воротар допоміг команді виграти чемпіонство. Після закінчення сезону 2016 року завершив професіональну кар'єру.

## Кар'єра в збірній
У 2002 році виступав за молодіжну збірну Литви. Зіграв один матч проти ісландських однолітків.
У листопаді 2007 року викликався до збірної Литви на матч проти України. У червні 2016 року знову був викликаний до табору національної збірної для участі в поєдинку проти збірної Польщі.

## Досягнення
- А-ліга (Литва)
  -  Срібний призер (1): 2011, 2012

- Кубок Литви
  -  Володар (1): 2012

- Латвійська футбольна Вища ліга
  -  Чемпіон (1): 2016